# ابوبکر زبیدی
ابوبکر محمد بن حسن زُبَیدی (۹۲۸ - ۹۸۹م) زبان‌شناس برجستهٔ عربی اندلسی در سدهٔ چهارم هجری بود. او را سرآمد روزگارش در اندلس به زبان‌شناسی، نحو، معنانی و تاریخ دانسته‌اند. مدتی نیز قاضی سویل بود. 

## آثار
الاستدراک الا سیبویه  
   طبقات النحویین و اللغویین (دسته بندی دستور نویسان و زبان شناسان)  شرح حال لغت شناسان و لغت شناسان متقدم مکتب بصره و کوفه و بغداد. تقریباً مقارن با الفهرست ابن الندیم. هر دو اثر شاهد ظهور علم زبان عربی و ارتباط فکری نزدیک بین کرسی های قدرت عباسیان و امویان به ترتیب در بغداد و قرطبه است. 
   اخبار الفقها و المتأخرین من اهل قرطبه- تاریخچه مشاوران حقوقی قرطبه
   امثلة الابنیه فی کتاب سیبویه 
   بسط الباری
   الغایه فی العروض
   اختصار-گزیده‌هایی از صحیح بخاری
   استدراک الغلاط الواقع فی کتاب العین (اشتباهات  کتاب العین)
   لحن العوام ؛ خطاهای گفتاری دیالکتیکی مردم اندلس 
   مختصر العین (مخفف العین)گزیده ای از العین خلیل بن احمد
   المستدرک من الزیادة فی کتاب الباریة الکتاب العین
   الرد  ابن مسارة یا حتک سطر الملدین
   رسالت انتصار للخلیل
   التهذیب بحکم الترتیب (تصفیه به ترتیب کامل)
   التقریض
   الوضع فی علم العربیه (روشن در علم عرب). دستور زبان بعد از سیبویه 
   الزیادات الکتاب صلاح لحن العامه بالاندلس 